# Соґа но Умако
Соґа но Умако (яп. 蘇我馬子, そがのうまこ; 551 (?) — 19 червня 626) — японський державний і політичний діяч 2-ї половини 6 — 1-ї половини 7 століття періоду Асука, часів правління Імператора Бідацу, Імператора Йомея, Імператора Сусюна та Імператора Суйко. 

## Короткі відомості
Соґа но Умако був представником аристократичного роду Соґа. Його батько Соґа но Інаме служив Імператорським міністром О-омі. Умако успадкував посаду батька після його смерті в 570 році й обіймав її впродовж усього життя.
В часи правління Імператора Бідацу й Імператора Йомея Соґа вели боротьбу щодо спадкоємців престолу та прийняття буддизму з принцом Анахобе і головою роду Мононобе, Мононобе но Морією. У 582 році Умако убив обох опонентів, а в 592 році фізично розправився з їхнім ставлеником — Імператором Сусюном.
Умако відіграв велику роль у сходженні на трон свої племінниці, Імператора Суйко, і разом з регентом принцом Шьотоку доклав зусиль до створення нової системи 12 рангів та встановлення дипломатичних відносин з китайською династією Суй. Крім цього він активно втручався в справи країн Корейського півострова, змушуючи їх виплачувати данину. 
Японські писемні джерела того часу характеризували голову роду Соґа як талановитого стратега і оратора, палкого буддиста і реформатора. Остання риса Умако вповні проявилася у спорудженні ним великого буддистського монастиря Асукадера, усипальниці роду Соґа, та укладанні перших японських літописів — «Записів про Імператорів» Теннокі та «Записів про країну» Коккі. 
Соґа но Умако помер 19 червня 626. Протягом свого життя він заклав основи могутності свого роду, чим скористалися його син Соґа но Емісі та онук Соґа но Ірука. 
Поховали Умако в районі сучасної Асуки. Курган Ісібутай вважається його могилою. 